# Claude Piron
Claude Piron (ur. 26 lutego 1931 w Namur, zm. 22 stycznia 2008 w Gland) – szwajcarski lingwista i psycholog. Tłumacz Organizacji Narodów Zjednoczonych (języki: chiński, angielski, rosyjski, hiszpański oraz francuski) w latach 1956–1961. Po opuszczeniu ONZ pracował dla Międzynarodowej Organizacji Zdrowia na całym świecie, pisząc jednocześnie wiele publikacji w języku Esperanto. Esperanto znał od dziecka i używał go wielokrotnie podczas swoich podróży po całym świecie, m.in. w Japonii, Chińskiej Republice Ludowej, Uzbekistanie, Kazachstanie, wielu krajach Afryki i Ameryki Południowej, oraz prawie każdym kraju europejskim. Był wielkim propagatorem tego języka, uznając go za najlepsze rozwiązanie światowego problemu komunikacji międzyludzkiej. Ostro krytykował supremację języka angielskiego, bardzo trudnego do przyswojenia dla osób nie posługujących się nim od dzieciństwa, a także nieracjonalny system nauczania języków w szkołach. Zwracał uwagę, iż obecny system w ogromny sposób faworyzuje osoby z anglojęzycznego kręgu kulturowego, spychając na gorszą pozycję ludzi posługujących się od dziecka innymi językami i zmuszając ich do wkładania ogromnego wysiłku w naukę języka angielskiego, która zazwyczaj nie przynosi większych efektów. Ukazywał także, jak tragiczna może się okazać sytuacja człowieka, który opuściwszy terytorium, na którym dominuje jego własny język, często nie jest w stanie porozumieć się z innymi. Porównywał to zjawisko do afazji. Wskazywał więc esperanto jako język prosty do nauczenia oraz neutralny jako idealną alternatywę dla panującego obecnie systemu, a środowisko esperantystów jako przykład dla świata w kwestii wzajemnego zrozumienia i tolerancji.
W niektórych swoich książkach posługiwał się pseudonimem Johán Valano.
Zmarł na atak serca 22 stycznia 2008. Z żoną Nicole miał troje dzieci.